# Teardrops on My Guitar
Teardrops on My Guitar è il secondo singolo dell'artista country pop Taylor Swift. È contenuto nell'album di debutto della cantante, Taylor Swift, ed ha seguito il singolo "Tim McGraw". La canzone, incentrata su una ragazza che è segretamente innamorata di un ragazzo di nome Drew, che però è interessato ad un'altra ragazza, parla del dolore nell'amare qualcuno che è vicino ma al tempo stesso fuori portata. La Swift ha anche dichiarato di aver cercato di descrivere i sentimenti contrastanti che si hanno nell'amare qualcuno e desiderare di essere ricambiati, ma nel frattempo che questa persona sia felice, anche se accanto ad un'altra persona. Quindi ci si fa da parte e si tiene tutto dentro. In una ripresa dietro-le-quinte, la cantante rivela che la canzone è stata scritta sulla base dell'esperienza vissuta con un compagno di classe al liceo.
È stato certificato triplo disco di platino negli Stati Uniti per aver venduto più di tre milioni di copie e ne ha vendute al giorno d'oggi oltre 3.500.000 negli Stati Uniti e oltre 4 milioni di copie mondialmente, diventando il decimo singolo più venduto di Taylor Swift, dopo Love Story, You Belong With Me, Shake it Off, We are never ever getting Back Together, I Knew You Were Trouble, Blank Space, 22, Our Song e Mine.

## Descrizione
La canzone, come è già stato detto, è rivolta ad un ragazzo di nome Drew Hardwick - in un'intervista la cantante si è lasciata sfuggire il cognome - con cui Taylor Swift aveva stretto amicizia al liceo. Lui non si era mai reso conto di quanto le piacesse. Taylor ha rivelato alla rivista Seventeen qualche particolare sulla vera storia raccontata dalla sua canzone:

## Versioni alternative
Tra il 2006 e il 2009 sono state pubblicate diverse versioni e remix di questa canzone. Prima di tutto, l'originale, la prima incisa, contenuta nell'album di debutto, molto lenta, accompagnata da banjo, chitarra, steel guitar, senza neanche le percussioni. Successivamente, al momento della pubblicazione del singolo, nel febbraio 2007, è stato preparato un Radio Remix, con percussioni e chitarra elettrica, il ritmo originale mantenuto, e la censura di un verso della canzone ritenuto inappropriato per una ragazza così giovane, poiché conteneva la parola damn, cioè maledettamente. Dopo di che, visto il grande successo ottenuto dal singolo, i produttori hanno registrato un nuovo remix della canzone, con arrangiamento pop e ritmo più incalzante. Infine, nel secondo album della Swift, Fearless, è stato inserito un International Remix, con lo stesso ritmo e arrangiamento del Pop Remix e la censura e la chitarra elettrica del Radio Remix. L'EP Beautiful Eyes contiene la versione acustica del singolo, con la voce accompagnata dalla chitarra.

## Video
Il video per Teardrops on My Guitar è stato diretto da Trey Fanjoy. È stato girato alla Hume-Fogg High School nel centro di Nashville. Nel video Taylor si è innamorata del suo amico Drew (interpretato da Tyler Hilton), ma lui ama un'altra ragazza, quindi lei non può dirgli come si sente davvero. Per gran parte della durata del video, Taylor è stesa sul suo letto con la chitarra tra le braccia, versando lacrime su di essa di notte, perché sa che non potrà mai avere il ragazzo che ama. Il video inizia con una scena di loro due agli armadietti e Drew che sta dicendo a Taylor di una ragazza che ha conosciuto e di cui le parlerà più tardi; dopo di che volta le spalle e se ne va. Successivamente si vedono i due ragazzi che ridono e scherzano nella biblioteca scolastica, e all'improvviso la bibliotecaria li zittisce con un gesto. Un'altra scena mostra la Swift nella classe di scienze, impegnata con degli esperimenti chimici. Drew la sorprende, le tocca la spalla, lei si distrae e versa erroneamente troppa polvere nella sostanza a cui sta lavorando, che straborda dal flacone. Poi, Taylor è in un corridoio con i libri tra le braccia, e scorge Drew che le viene incontro, sorridendo. Fa per salutarlo, ma lui ha lo sguardo altrove. La sorpassa e raggiunge la sua ragazza, baciandola sotto gli occhi straziati di Taylor. La storia rimane ferma in questa situazione, per cui non ci sono esiti positivi. Il video è stato nominato per il premio Miglior Nuovo Artista agli MTV Video Music Awards del 2008.

## Classifiche
La canzone ha debuttato alla posizione numero 93 nella Billboard Hot 100 in marzo 2007. Il remix è stato inviato alle stazioni radio nell'ottobre 2007. La canzone ha di nuovo raggiunto il culmine nella Pop 100 al numero 11. È quindi rientrata nella Hot 100 alla posizione numero 44.
| Classifica (2007-2009)                      | Posizione massima |
| ------------------------------------------- | ----------------- |
| Canada                                      | 45                |
| Canada (Country)                            | 6                 |
| Canada (Adult contemporary)                 | 21                |
| Regno Unito                                 | 51                |
| U.S. Billboard Hot 100                      | 13                |
| U.S. Billboard Pop 100                      | 11                |
| U.S. Billboard Hot Country Songs            | 2                 |
| U.S. Billboard Hot Adult Contemporary Songs | 5                 |